# Campo de Marte (São Petersburgo)

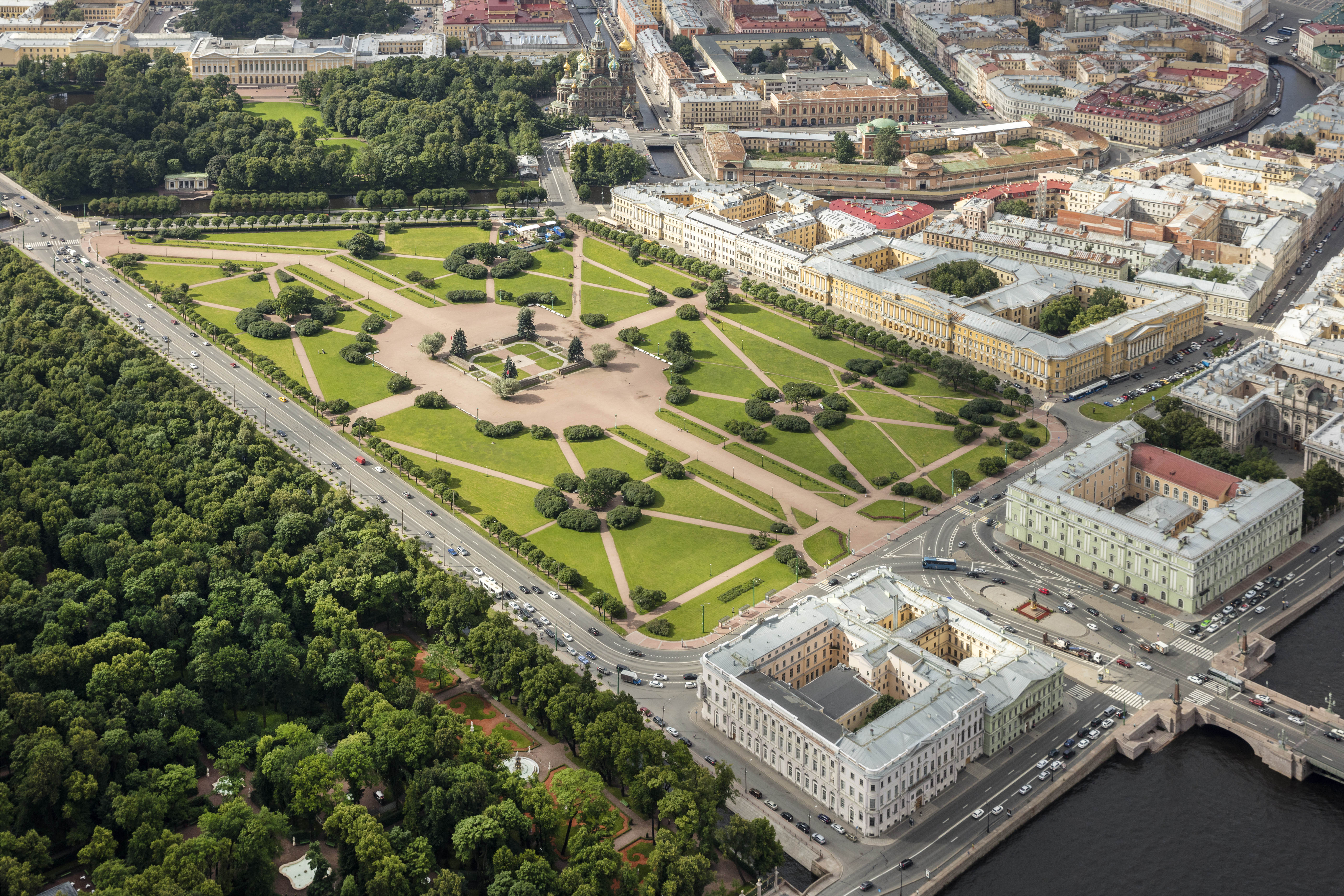
Vista aérea do Campo de Marte.

O Campo de Marte ou Marsovo Polye (em russo: Марсово поле) é um grande parque em homenagem a Marte, o deus romano da guerra, situado no centro de São Petersburgo, com uma área de cerca de 9 hectares. Próximo ao Campo de Marte ao norte estão o Palácio de Mármore (Mramorny), a Praça Suvorova e as casas de Ivan Betskoy e Mikhail Saltykov. Ao oeste está o Quartel do Regimento Pavlovsky. E ao sul está o rio Moika.

## História
A história do Campo de Marte se inicia nos primeiros anos de São Petersburgo. Naquela época era chamado de Grande Prado. Mais tarde, foi o cenário para marcar as celebrações da vitória russa na Grande Guerra do Norte e o campo foi rebatizado de Campo de Diversões (Poteshnoe Pole). Na década de 1740 o Campo de Diversões foi transformado, por um tempo curto, em um parque de caminhada com trilhas, relvas e flores. Seu próximo nome, Prado da Czarina, aparece depois de a família real ter encomendado Bartolomeo Rastrelli para construir o Palácio de Verão para a Imperatriz Isabel da Rússia. Mas no final do século XVIII o Prado da Czarina se tornou um campo de treinamento militar onde se ergueu monumentos comemorativos das vitórias do Exército russo e desfiles e exercícios militares ocorreram regularmente.
Em 1799 o obelisco Rumyantsev foi colocado no centro do campo e, em 1801, um monumento a Alexander Suvorov feito por Mikhail Kozlovsky foi colocado no lado sul. O grande líder militar foi descrito como Marte (deus romano da guerra). Em 1805 o Prado da Czarina foi rebatizado oficialmente como o Campo de Marte. O obelisco Rumyantsev foi removido para a Ilha Vassiliev, em 1818, enquanto que, por sugestão de Carlo Rossi o monumento a Suvorov foi colocado na Praça Suvorov ao lado do Campo de Marte. Após a Revolução de Fevereiro de 1917, o Campo de Marte finalmente perdeu sua importância como um campo de treinamento militar e se tornou uma área de memorial, usado para enterrar os revolucionários mortos da revolução. No verão de 1942, o Campo de Marte foi completamente coberto com hortas para suprir a Leningrado sitiada.